# マルタ・テミド
マルタ・テミドことマルタ・アレクサンドラ・ファルトゥラ・ブラガ・テミド・デ・アルメイダ・シモンエス（ポルトガル語: Marta Alexandra Fartura Braga Temido de Almeida Simões、1974年3月2日 - ）は、ポルトガルの政治家。共和国議会議員。

## 学歴
- 1997年3月 - コインブラ大学法学部卒業[1]。
- 2000年3月 - NOVA リスボン大学病院経営大学院修了[1]。
- 2008年3月 - コインブラ大学経済学部卒業[1]。
- 2015年3月 - NOVA リスボン大学衛生熱帯医学研究所博士課程修了[1]。

## 来歴
コインブラ大学では法学、経営学、医療経済学などを学び、 NOVA リスボン大学熱帯医学研究所では国際保健の博士号を修得した。
病院勤務後を経て、2011年から2015年までコインブラ大学薬学部助手。2013年から2015年までポルトガル病院管理者協会理事長。2016年から約1年間、保健制度中央局執行委員会会長を務めた。
2018年10月15日に保健大臣に就任。2022年9月10日まで4年近く務めた。
2023年7月 リスボン社会党の評議会議長にアナ・カタリーナ・メンデス大臣と共に選出された。

## 主張・発言
社会党の次期指導者に関する協議に女性の顔が欠けていたことに対し、「女性にとって政治生活がいかに難しいかを示している」との考えを示していた。